# Mads Lerche
Mads Jepsen Lerche (ca. 1560 i Havndrup i Hellerup Sogn – 1608 i Nyborg) var borgmester, rådmand, købmand og tolder i Nyborg.
Lerche var 1584 rådmand i Nyborg. 1588 var han kirkeværge ved Vor Frue Kirke i Nyborg. Fra 1600 var han borgmester i Nyborg og byggede 1601 den endnu eksisterende Mads Lerches Gård i Kongegade, der i dag bliver brugt af Østfyns Museers afdeling Borgmestergården. 
Gårdmandsønnen Lerche havde tjent sin formue ved kornhandel og korneksport. Han havde desuden en mindre handelsflåde, med hvilken han drev handel med norsk tømmer på Frankrig og Spanien, hvorfra han importerede vin og salt til Nyborg. Som borgmester havde han monopol på al vinhandel i Nyborg.
Mads Lerche var gift med Sidsel Knudsdatter (1574-1648), som er stammoder til slægten Lerche. Ved Mads Lerches død overtog sønnen Jacob Lerche (1590-1658) både gården og borgmesterposten. Mads Lerche er begravet midtergangen i Vor Frue Kirke, hvor der også findes et epitafium (mindetavle) over Mads Lerche samt hans første hustru Maren Jakobsdatter, hans anden hustru Sidsel Knudsdatter og de tilsammen otte børn.  